# Мъхов необисид
Мъховите необисиди (Neobisium carcinoides) са вид паякообразни от семейство Neobisiidae.
Таксонът е описан за пръв път от Йохан Херман през 1804 година.

## Подвидове
- Neobisium carcinoides balcanicum
- Neobisium carcinoides carcinoides